# Cậm kệch
Cậm kệch hay cậm kênh, kim cang lá bắc to, kim cang lá hoa (danh pháp: Smilax bracteata) là một loài thực vật có hoa trong họ Smilacaceae. Loài này được C.Presl miêu tả khoa học đầu tiên năm 1827.